# خم‌شده (فیلم ۱۹۹۷)
خم‌شده (به انگلیسی: Bent) فیلمی محصول سال ۱۹۹۷ و به کارگردانی شان ماتیاس است. در این فیلم بازیگرانی همچون لوتر بلوتو، کلایو اوون، برایان وبر، ایان مک‌کلن، میک جگر، نیکولای کاستر-والدو، جود لا، پل بتانی و ریچل وایس ایفای نقش کرده‌اند.